# El Águila, Aguascalientes
El Águila är en ort i Mexiko.   Den ligger i kommunen Tepezalá och delstaten Aguascalientes, i den centrala delen av landet, 400 km nordväst om huvudstaden Mexico City. El Águila ligger 1 910 meter över havet och antalet invånare är 214.
Terrängen runt El Águila är varierad. Runt El Águila är det ganska tätbefolkat, med 144 invånare per kvadratkilometer. Närmaste större samhälle är Pabellón de Arteaga, 5,9 km söder om El Águila. Trakten runt El Águila består till största delen av jordbruksmark.